# Kanalschleuse 28
Kanalschleuse 28 ist ein Gemeindeteil der Gemeinde Mühlhausen im Landkreis Neumarkt in der Oberpfalz.

## Lage
Den Gemeindeteil macht die Kanalschleuse 28 des Ludwig-Donau-Main-Kanals im Norden Mühlhausens aus und ist amtlich als Einöde bezeichnet.

## Geschichte
An den 100 Schleusen des 1843 eröffneten Ludwig-Donau-Main-Kanals gab es 69 Wärterhäuser, die zumeist bis Ende 1840 fertiggestellt waren. Der dort wohnende Wärter und seine Gehilfen waren für die Bedienung, Instandhaltung von einer Schleuse, manchmal auch von bis zu drei oder gar sechs Schleusen verantwortlich. Auch die Pflege des Kanals und seiner Anlagen oblag ihm. Die Wärterhäuser waren nach einem Musterplan gebaut, der je nach Geländesituation etwas abgeändert wurde. Die kleinen Grundstücke um die Wärterhäuser dienten dem Gartenbau und der Kleintierhaltung der Wärterfamilie.
Der Kanal wurde 1950 endgültig aufgelassen, die Wärterhäuser waren aber vorerst noch weiter bewohnt. Im Bereich der Schleuse 28 hat sich ein Gerätehäuschen erhalten; der Schleusenwärter wohnte im Schleusenhaus der Schleuse 29. Das Gerätehäuschen war nach dem Zweiten Weltkrieg von einer Familie bewohnt, wurde dann als Wochenendhäuschen benutzt und war schließlich das Fischerhäuschen eines Fischereivereines. Von diesem nicht mehr genutzt, war es dem Verfall preisgegeben. 2009 kaufte es die Gemeinde Mühlhausen dem Bayerischen Staat ab. Öffentlich gefördert, wurde das Häuschen 2011/12 von sechs Familien renoviert und zu einer Kapelle zum hl. Antonius von Padua umgestaltet, die im August 2012 eingeweiht wurde.
In den offiziellen Ortschaften-Verzeichnissen des Königreichs Bayern, die die Ergebnisse vorangegangener Volkszählungen aufzeigen, erscheinen die Wärterhäuser noch nicht gesondert. Erst ab dem ersten Verzeichnis nach dem Zweiten Weltkrieg vom Jahr 1950 werden die Kanalschleusen als Gemeindeteile aufgeführt, wenn auch ausdrücklich noch ohne amtlichen Namen, also nur durchnummeriert. Bis zur Gebietsreform in Bayern erscheinen die Kanalschleusen 28 bis 30 als je eigene Gemeindeteile der Gemeinde Wappersdorf. Sie wurden mit Wappersdorf und dem weiteren Wappersdorfer Gemeindeteil Weihersdorf am 1. Januar 1974 nach Mühlhausen eingemeindet, wo sie weiterhin als Gemeindeteile ausgewiesen wurden. Die offiziellen Ortschaften-Verzeichnisse 1978 und 1987 weisen für die Kanalschleuse 28 keine Bewohner mehr auf.

### Einwohnerzahlen
- 1861, 1871, 1885, 1900 und 1925 sind die Schleusen noch nicht als Gemeindeteile Wappersdorfs aufgelistet.[3][4][5][6][7]
- 1950: 2[8]
- 1961: 4[9]
- 1970: 0[10]
- 1987: 0[11]